# Timex Sinclair 1000

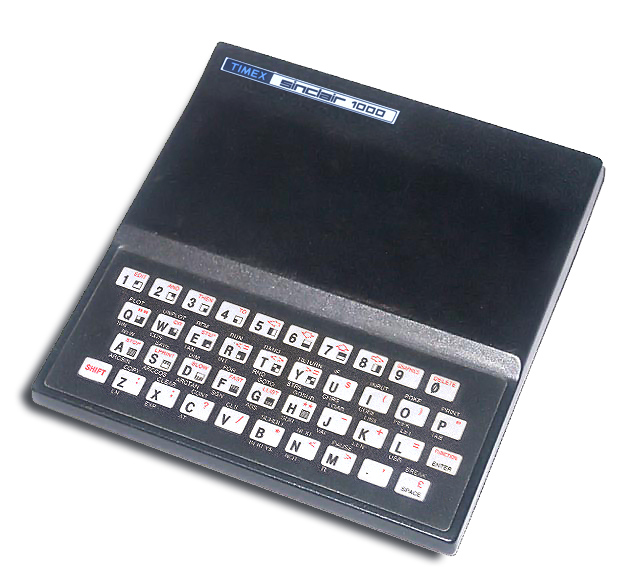
Timex Sinclair 1000

Timex Sinclair 1000 (TS1000) — первый компьютер, выпущенный компанией Timex Sinclair. Компьютер поступил в продажу в июле 1982 года по цене в 99,95 долл., и преподносился как самый дешёвый домашний компьютер. За первые 6 месяцев было продано 500 тыс. экземпляров.
TS1000 был по сути слегка модифицированной версией Sinclair ZX81. Так же, как и у ZX81, на небольшой печатной плате было установлено всего четыре микросхемы и формирователь видеосигнала, но уже в формате NTSC вместо PAL. Объём оперативной памяти был увеличен до 2 КБ. Внутри корпуса TS1000 было больше защиты от радиоизлучения, но внешне он остался таким же, включая мембранную клавиатуру.
Для TS1000 продавался блок расширения памяти на 16 КБ, по цене в 49,95 долл. Блок расширения имел все те же проблемы что и в случае с ZX81: крепление блока на разъёме расширения было ненадёжным, он мог отвалиться в самый неподходящий момент. Но предложение блоков расширения не покрывало спрос: было довольно мало программ, которые бы помещались в штатные 2 КБ ОЗУ. В итоге, большинство TS1000 сложно было использовать для чего-либо кроме начального изучения программирования на BASIC.
Со временем, рынок наполнился дополнительным оборудованием для TS1000: полноформатные клавиатуры, синтезаторы звука и речи, дисковые интерфейсы и блоки расширения памяти до 64 КБ.

## Timex Sinclair 1500

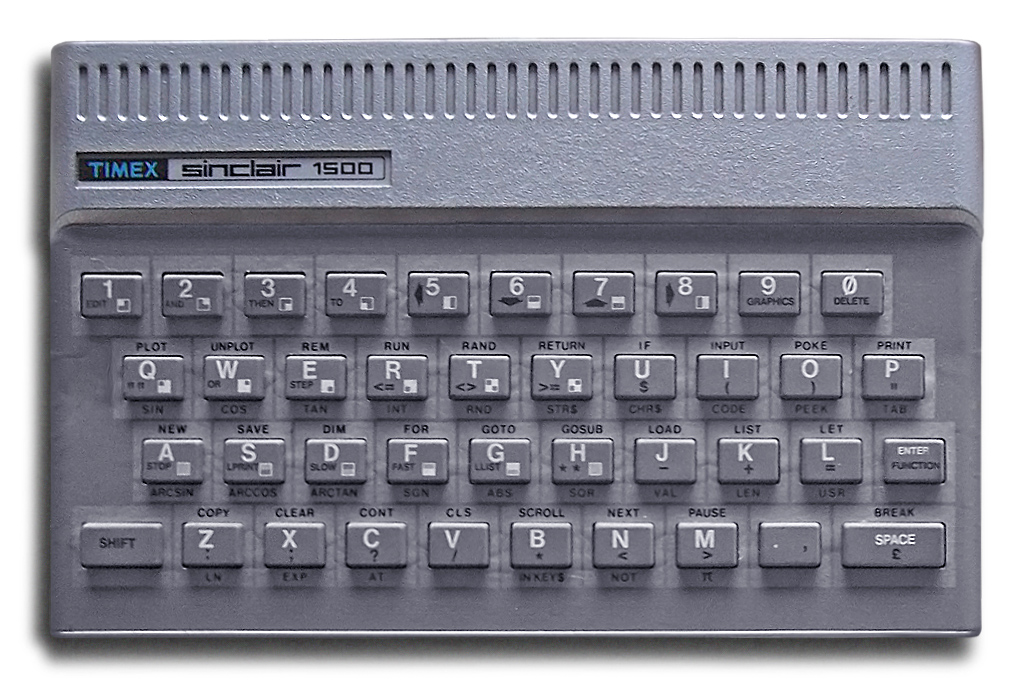
Timex Sinclair 1500

TS1500, вышедший на рынок в июле 1983 года, был слегка обновлённой версией TS1000. С продажами TS1000 в США было много проблем, в основном, из-за клавиатуры и модуля расширения памяти. Португальское подразделение Timex Sinclair (TMX Portugal) разработало TS1500 и предложила эту модель Timex Corporation, с тем чтобы решить проблему плохого подключения блока памяти; также было предложено использовать корпус TS2000 (ZX Spectrum) серебристого цвета, который так и не был использован в Португалии. В результате, в TS1500 использовался серебристый корпус, похожий на корпус Spectrum, с резиновой клавиатурой и кастомным чипом ULA, объём ОЗУ был увеличен до 16 КБ.
TS1500 подключался к обычному телевизору через антенный вход и давал изображение на канале 2. Также можно было использовать канал 3, если удерживать клавишу «3» при включении компьютера.
Несмотря на то что TS1500 был удачнее TS1000 в техническом плане, эта модель не была коммерчески успешной: она вышла на рынок слишком поздно, когда уже были доступны ZX Spectrum и TS2068.